# Islanda ai Giochi della XV Olimpiade
L’Islanda ha partecipato ai Giochi della XV Olimpiade, svoltisi ad Helsinki, dal 19 luglio al 3 agosto 1952,
con una delegazione di 9 atleti impegnati in una disciplina,
senza aggiudicarsi medaglie.